# Алгоритамска композиција
Алгоритамска композиција је техника коришћења алгоритама за стварање музике.
Алгоритми (или, у најмању руку, формални сет правила) се користе за компоновање музике вековима; процедуре користе плот-глас водећи контрапункт на Западу, на пример, често може да се сведе на алгоритам одлучности. Термин је обично резервисан, међутим, за коришћење формалних процедура за музику без људске интервенције, било кроз увођење процедура шанси или употребе рачунара.
Неке алгоритме или податке које немају непосредни музички значај су користили композитори као креативну инспирацију за њихову музику. Алгоритми као што су фрактали, Л-системи, статистички модели, па чак и произвољни подаци (нпр. пописи, ГИС координате или мерења магнетног поља) се користе као извор материјала.

## Модели алгоритамске композиције
Не постоји универзални начин да се сортирају различите композиције алгоритама у категорије. Један од начина да се ово уради је да погледате начин учествовања алгоритма у процесу композиције. Резултати процеса се могу затим поделити у: 1) музика коју је компоновао рачунар и 2) музика састављена уз помоћ рачунара. Музика се може сматрати састављеном од рачунара када је алгоритам у стању да се избори сам током процеса креирања.
Други начин да се сортирају композициони алгоритми је да се испитају резултати процеса композиција. Алгоритми могу 1)да пружају информације ознакама упозорења (партитура) за друге инструменте или 2) да обезбеде независан начин синтесајзера звука (свира композицију по цвом мишљењу). Постоје и алгоритми стварање оба нотна податка и звука синтезе.
Један начин да се категорише композиција алгоритма је по својој структури и начину обраде података, као што се види у овом моделу од шест делимично преклопљених врста.
- математички модели
- системи засновани на знању
- граматика
- еволутивне методе
- машинско учење
- хибридни системи

### Математички модели
Математички модели су базирани на математичким једначинама и случајним догађајима. Најчешћи начин да се створе композиције кроз математику су стохастички процеси. Стохастички модели комада музике су састављени као резултат не-детерминистичких метода. Саставни процеси су само делимично под контролом композитора пондерисане могућности случајних догађаја. Истакнути примери стохастичких алгоритама су ланци Маркова и разне употребе Гаусових дистрибуција. Стохастички алгоритми се често користе заједно са другим алгоритмима у разним процесима доношења одлука.
Музика је такође компонована преко природних појава. Ови хаотични модели стварају композиције из хармоније и нехармоније феномена природе. На пример, пошто 1970-их фрактали су такође проучавани као модел за алгоритама композиција.
Као пример детерминистичких композиција путем математичких модела, онлајн енциклопедија свеобухватних секвенци нуди опцију да игре целог броја секвенце као 12-тони једнак темперамент музике. (То је прво постављено за претварање сваког целог број у напомени на 88 дирки музичке тастатуре и израчунавање целог броја по модулу 88, у сталном ритму. Тако 123456, природне бројеве, једначи са половином хроматске скале.)

### Системи засновани на знању
Један од начина створања композиције је да се изолује естетски код одређеног музичког жанра и користи овај код за креирање нових сличних композиција. Системи засновани на знању засновани су на претходно направљеном скупу аргумената који се могу користити за састављање нових радова у истом стилу или жанру. Ово се обично постиже сетом тестова или правилима који захтевају испуњење за композицију да буде потпуна.

### Граматика
Музика такође може да бити испитана језиком са препознатљивом граматиком сета. Композиције су створене првом изградњом музичке граматике, која се затим користила за креирање разумљиве музичких комада. Граматике често укључују правила за макро нивоу компоновања, на пример хармонија и ритам, пре него појединачне ноте.

### Еволутивне методе
Еволутивне методе компоновања музике су на основу генетских алгоритама. Композиција се гради средствима за еволутивни процес. Кроз мутацију и природну селекцију, различита решења еволуирају ка одговарајућем музичком делу. Итеративна акција алгоритма искључује лоша решења и ствара нове од оних преживелих процеса. Резултати процеса су под надзором критичара, витални део алгоритма контролише квалитет створених композиција.

### Ево-Дево приступ
Еволутивне методе, у комбинацији са развојним процесима, представљају ево-дево приступ за производњу и оптимизацију сложених структура. Ове методе су такође биле примењене у музичкој композицији, где се добија музичка структура итеративног процеса који трансформише веома једноставну композицију (од неколико нота) у комплексан потпуно развијен део (било да је резултат, или МИДИ фајл ).

### Машинско учење
Учење системи су програми који нису дали постојање знања о жанру музике са којом раде. Уместо тога, они прикупљају сами материјал за учење од примера материјала добијених од корисника или програмера. Материјал се затим обрађује у комад музике сличан примеру материјалу. Овај метод алгоритамске композиције снажно је повезан са алгоритметичким моделовањем стила, машина импровизације и таквих студија, као когнитивних наука и истраживања неуронских мрежа. Марћини и Пурвинс су представили систем који учи структуру аудио снимка ритма удараљки фрагмента без примене надзора груписања и променљивих дужина Марковљевих ланаца и синтетише музичке варијације из њега.

### Хибридни системи
Програми засновани на једном алгоритмичком моделу ретко успевају у стварању естетски задовољавајућих резултата. Из тог разлога се алгоритми различитих врста често користе заједно да се комбинују предности и умањују слабости ових алгоритама. Стварање хибридних система за музичку композицију је отворено поље алгоритмичке композиције и створено је многе потпуно нових начина да изграде алгоритмичке композиције. Једини велики проблем са хибридним системима је да њихова комплексност расте и потреба средстава за комбиновање и тестирање тих алгоритама.

### Примери алгоритамске музике
- A jazz saxophone solo automatically generated by Band-in-a-Box: OGG vorbis format.
- The babelcast (RSS subscription feed
- Samples with piano and cello from the computer program Randomusic.
- Samples of Paul Ramsay's Parallel Music (uses Shockwave): PMusic: SINGLES; Consemble Plymouth and Consemble (open compositions project).
- Samples of Karlheinz Essl's Lexikon-Sonate (MIDI and mp3).
- Samples from James Anthony Walker the art of jim.
- Samples of Alexey Arkhipenko algorithms (QGen, QGen2, CMix, NotesTyper): Rhaos project
- Samples from Dave Smith roughlight music
- Samples of Gary Lee Nelson's Fractal Music.
- Sample of Atari 8-bit - Ballsong Nr. 2 by Douglas Crockford & Valerie Atkinson
- Fractal Tunes you can make with Tune Smithy 3.0 sample fractal tunes made with Tune Smithy
- Videos of Tune Smithy fractal tunes, some with a scrolling "score"
- Samples from SoundHelix (mp3).
- Samples by René-Louis Baron "Medalmusic system" and "Music-Realcomposer" patented inventions Архивирано на веб-сајту  (3. март 2016).
- Samples by Jeremy Leach's software at his Algorithmic Composition site.
- Melomics' Iamus (computer)'s concert performed by the London Symphony Orchestra.

### Софтвер
- AC Toolbox, Algorithmic Composition Toolbox, a free software tool for algorithmic composition.
- BreathCube A vocal algorithmic music generation engine (Windows file)
- Buddha Orchestra Windows and Ubuntu freeware that converts outlines of objects found in images to MIDI and OSC events.
- cgMusic Архивирано на веб-сајту  (18. јануар 2016) is a free, extensible algorithmic composition program that can create tonal music in various styles. MIDI and MP3 samples are available on the website.
- QGen2 an algorithmic composition program written by Alexey Arkhipenko (samples in Rhaos project) - combines different approaches: grammar to build sections, stochastic to select notes, evolution to choose best variants, development to create repeats.
- NotesTyper an algorithmic composition program by Alexey Arkhipenko - uses computer keyboard as source of information (keys pressed, keypress timings, durations, velocities) and combines multiple selectable and customizable algorithms (stochastic, iterative optimization, development, serial music, isomelody, scales and more). Converts text into music using customizable algorithms.
- Fractal Tune Smithy an algorithmic composition program written by Robert Walker - see also Tune Smithy
- Fractal Music Composer by Michael Frame, Ginger Booth, and Harlan Brothers (Java)
- FractMus is a freeware algorithmic composition program written by Spanish composer and pianist Gustavo Díaz-Jerez.
- Harmony Improvisator, a VST plugin that composes with the rules of classical harmonic theory
- Impro-Visor: software that can generate jazz solos algorithmically using a user-specifiable stochastic context-free grammar.
- Intermorphic Noatikl, Noatikl is an algorithmic / trans-generative creativity system for Mac and Windows with VST, AU unit plugins, and is successor to Koan.
- Intermorphic Mixtikl, Mixtikl is a 12 track generative music lab with integrated Noatikl algorithmic engine for iPhone, iPad, iPod touch, Mac and Windows with web browser, VST and AU unit plugins.
- Lexikon-Sonate for computer-controlled piano by Karlheinz Essl (freeware for Mac OS)
- MaestroGenesis MaestroGenesis is a freely available tool developed by the Evolutionary Complexity Research Group that helps amateur musicians compose and generate musical ideas.
- Musical Algorithms Архивирано на веб-сајту  (4. март 2016) An interactive exploration of the relationship between music and mathematical formulas funded by the Northwest Academic Computing Consortium, project directed by Jonathan N. Middleton.
- Strasheela, a composition system that uses constraint programming and supports highly complex rule-based music theories (e.g. harmony).
- WolframTones, an algorithmic composer based on 1-dimensional cellular automata.
- Impromptu Архивирано на веб-сајту  (6. децембар 2016) - A programming environment for real-time algorithmic composition.
- MusiNum Software to make music using number patterns.
- SoundHelix A free Java framework for algorithmic random music composition based on constrained random generation (CRG). Plays generated music on MIDI devices in real-time and can write MIDI files.
- RGB MusicLab Image data into a music. (Mac OS and Windows)
- Easy Music Composer Easy Music Composer is a tool that makes music easily.
- Computoser An online service that generates algorithmic music with no human input.
- Melomics Архивирано на веб-сајту  (20. октобар 2018) online browser and API to adapt multiple genres, tempos, and dynamics for the one of the world's largest repositories of music.
- Scripthica Архивирано на веб-сајту  (6. новембар 2016) A web environment for learning, listening, sharing and creating algorithmic computer music.

### Туторијали
- Intro to Lisp Algorithmic Composition Composer Drew Krause gives an introduction to algorithmic composition using the Lisp programming language, presented to the LispNYC association.
- Algorithmic Composition Tutorials A series of algorithmic composition tutorials.